# Копнена Кина
Копнена Кина (или Кинеско копно), познатија и као континентална Кина, је географски термин који се користи за именовање регије у Азији која је под управом Народне Републике Кине. Овај термин искључује две специјалне административне области, Хонгконг и Макау, и Тајван. Заузима 99,62% територије суверене Кине у којој живи 97,7% кинеског становништва.